# 若望十七世
教宗若望十七世（拉丁語：Ioannes PP. XVII；966年8月12日—1003年11月6日），本名西科內（Siccone），於1003年5月16日至1003年11月6日出任教宗。

## 譯名列表
- 若望十七世：天主教香港教區禮儀委員會：禧年專頁 （页面存档备份，存于）、香港天主教教區檔案　歷任教宗、《大英簡明百科知識庫》2005年版、國立編譯舘作若望。
- 约翰十七世：《世界人名翻譯大辭典》1993年版作約翰。